# Reaganing
"Reaganing" é o quinto episódio da quinta temporada da série de televisão de comédia de situação norte-americana 30 Rock, e o 85.° no total da produção. Foi realizado por Todd Holland e teve o seu enredo escrito por Matt Hubbard, que também desempenhava a função de co-produtor executivo. Hubbard recebeu uma nomeação a um Prémio Emmy pelo seu trabalho no argumento do episódio, cuja transmissão original nos Estados Unidos ocorreu através da rede de televisão National Broadcasting Company (NBC) na noite de 21 de Outubro de 2010. O episódio contou com participações especiais de Seth Kirschner, Jee Young Han, e Jen Ponton. O ator Kelsey Grammer também fez uma participação desempenhando uma versão fictícia de si mesmo.
O episódio centra-se nos dilemas emocionais de Liz Lemon (interpretada por Tina Fey), que revela ao amigo Jack Donaghy (Alec Baldwin) dificuldades de intimidade com o namorado Carol Burnett, ligadas a um trauma de infância insólito envolvendo patins e um póster do cantor Tom Jones. Jack, numa maré de sucesso pessoal a resolver problemas, tenta ajudá-la. Paralelamente, Tracy Jordan (Tracy Morgan) trava a produção de um anúncio de caridade ao não conseguir memorizar uma fala, deixando o realizador Shawn (Kirschner) frustrado. Ao mesmo tempo, Jenna Maroney (Jane Krakowski) e Kenneth Parcell (Jack McBrayer) enganam a geladaria Carvel ao devolverem bolos gratuitos para receber reembolsos em dinheiro, utilizando o cartão vitalício de Jenna.
Em geral, os críticos especialistas em televisão do horário nobre receberam "Reaganing" com opiniões favoráveis, observando-o como um retorno ao estilo clássico de 30 Rock, com humor rápido e boas interações entre Liz e Jack. Destacaram positivamente as piadas culturais e o aprofundamento da personagem principal, assim como o desempenho de Fey. No entanto, alguns consideraram a trama paralela de Jenna e Kenneth fraca e repetitiva, e sentiram falta das personagens secundárias, especialmente os argumentistas do TGS. Além disso, houve críticas ao enredo e à originalidade. Mesmo assim, "Reaganing" foi considerado um dos melhores episódios de 30 Rock, sendo adicionado a diversas listas que celebram os melhores momentos do seriado.
De acordo com os dados publicados pelo sistema de mediação de audiências Nielsen Ratings, "Reaganing" foi assistido por uma média de 5,182 milhões de agregados familiares durante a sua transmissão original norte-americana, registando uma classificação de 2,2 e 7 de share entre os telespectadores pertencentes ao perfil demográfico dos 18 aos 49 anos de idade. Estes númerospermitiram a 30 Rock superar a média alcançada pela NBC naquele horário de transmissão durante a sua temporada televisiva anterior, e ser o programa não desportivo mais visto entre adultos dos 18–34 anos nas quatro principais redes de televisão do país. Além disso, a série beneficiou de um acréscimo médio de 29% na audiência da faixa 18–49 quando se consideraram visualizações até sete dias após a transmissão, refletindo uma forte adesão do público em formatos diferidos.

### Reconhecimento

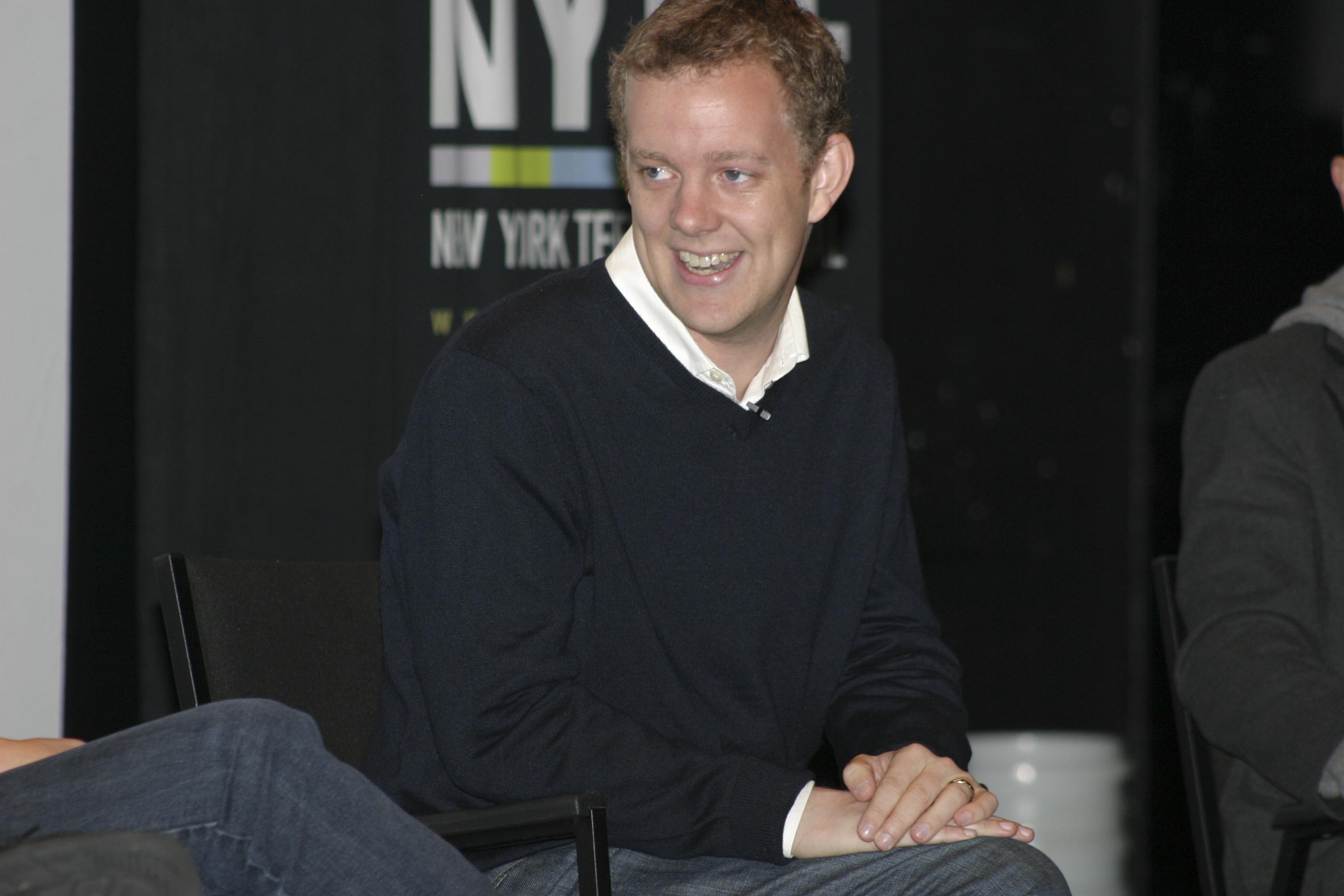
Este foi o 11.° episódio de 30 Rock cujo guião foi escrito por Matt Hubbard. Ele foi nomeado a um Prémio Emmy pelo seu trabalho.

## Produção e desenvolvimento
"Reaganing" é o quinto episódio da quinta temporada de 30 Rock. A filmagem principal decorreu no dias 14, 17 e 20 de Setembro de 2010, nos Estúdios Silvercup em Manhattan, Cidade de Nova Iorque. O episódio foi realizado por Todd Holland — a sua segunda e última vez na direção de um episódio de 30 Rock, após "Generalissimo" na terceira temporada — e teve o seu argumento escrito por Matt Hubbard, então co-produtor executivo da temporada, sendo esta a 11.ª vez que recebia crédito pelo guião de um episódio da série, assim como a primeira na temporada. Holland foi contratado para realizar este episódio por recomendação do seu agente, que também representa Tina Fey — criadora, produtora executiva, co-showrunner, argumentista-chefe, e atriz principal em 30 Rock. Embora o seu nome tenha sido listado ao longo da sequência de créditos de abertura, o ator Judah Friedlander, intérprete da personagem Frank Rossitano em 30 Rock, não participou deste episódio.

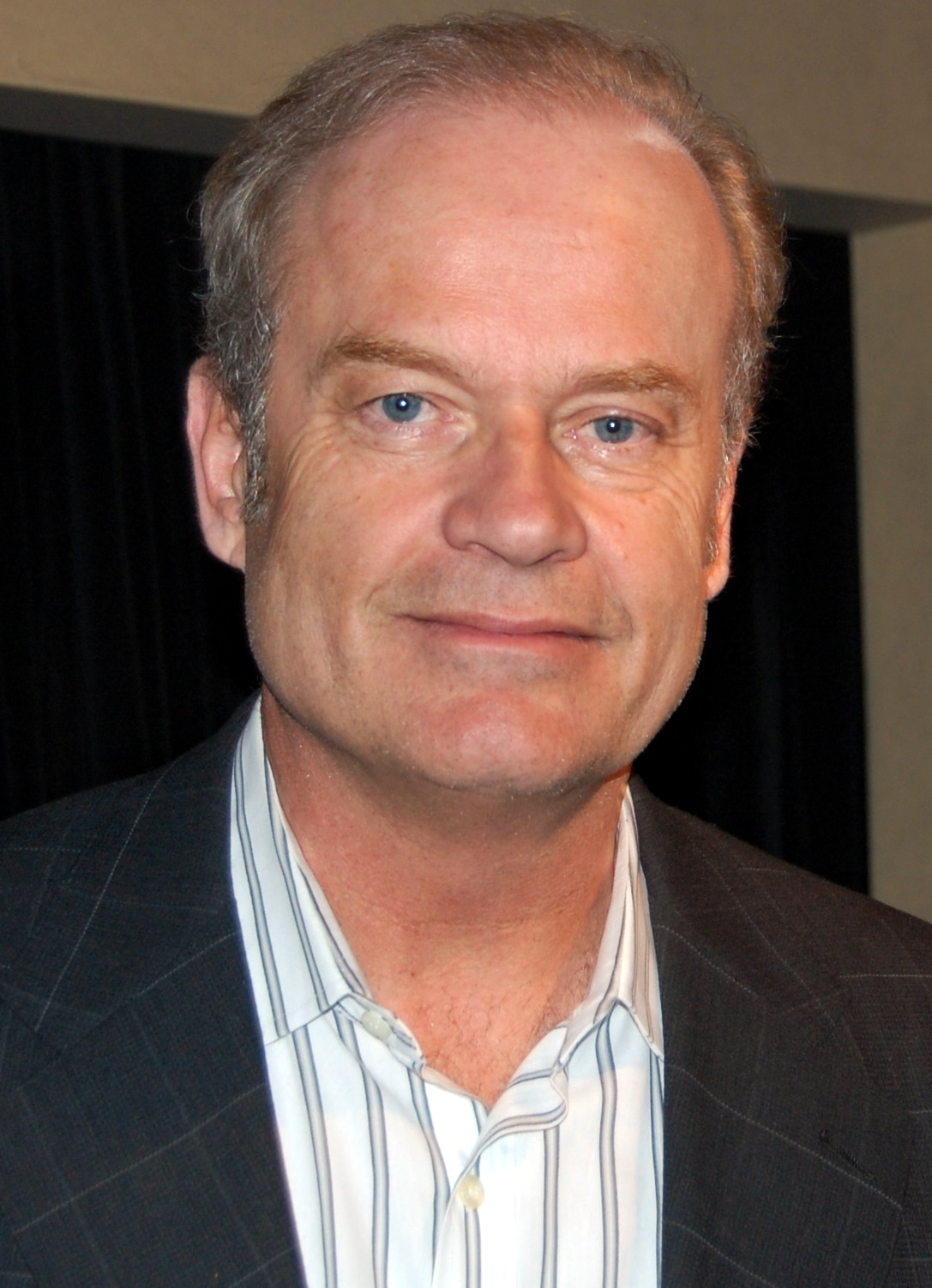
"Reaganing" marcou a primeira participação de Kelsey Grammer em 30 Rock.

O episódio introduziu o conceito fictício de "Reaganing", originado pela personagem Jack Donaghy para descrever um raro estado de desempenho pessoal ideal, durante o qual uma pessoa toma decisões perfeitas de forma contínua ao longo de 24 horas. Jack descreve esse estado como uma "zona mágica de vida sem erros," inspirada na imagem mitificada da presidência de Ronald Reagan, 40.º presidente dos Estados Unidos, frequentemente exaltada por setores conservadores como símbolo de clareza moral e eficácia, espelhando a imagem idealizada que certos sectores conservadores têm da liderança de Reagan. Em 30 Rock, o conceito funciona como sátira à veneração exagerada de Reagan, com Jack afirmando que apenas três homens conseguiram alcançar esse estado de perfeição operacional: Lee Iacocca, executivo da indústria automóvel norte-americana, célebre pela sua liderança da Ford Motor Company e mais tarde da Corporação Chrysler nos anos 1980; Jack Welch, antigo presidente e diretor executivo da General Electric, conhecido pela sua abordagem agressiva e eficiente à gestão empresarial; e Saddam Hussein, político e revolucionário iraquiano que serviu como o quinto presidente do Iraque. Segundo o escritor Mike Roe, autor do livro The 30 Rock Book, a inclusão comicamente contraditória de Hussein, acompanhada da expressão "no judgment" (em português:  "sem julgamentos"), acentua o tom irónico e absurdo da afirmação e serve de crítica velada a figuras de autoridade veneradas apesar de um historial questionável. Ao longo do episódio, Jack aplica os princípios de Reaganing para resolver diversos conflitos, inclusive a dificuldade de Tracy Jordan em memorizar uma simples fala para um comercial institucional dos Boys & Girls Clubs of America. O ator Seth Kirschner participou do episódio como Shawn, o realizador dessa gravação que demonstra frustração com a situação. Esta foi a sua terceira e última participação em 30 Rock, após "Into the Crevasse" e "Emanuelle Goes to Dinosaur Land" na temporada anterior.
Outra trama de "Reaganing" foca-se na personagem Liz Lemon e nos seus problemas de intimidade e repressão sexual. De acordo com Robert Carlock, co-showrunner e produtor executivo da série, a quinta temporada procurava explorar a origem dessas questões. Durante o episódio, Jack ajuda Liz a analisar um episódio traumático da sua infância que teria desencadeado os bloqueios emocionais. Liz relembra que, em criança, estava sozinha no quarto quando um póster do cantor galês Tom Jones caiu sobre ela momentos antes da entrada abrupta da sua mãe. A situação foi mal interpretada como um ato de masturbação, levando a mãe a puni-la ao remover todos os seus pósteres, um evento que deixou marcas psicológicas duradouras nela.
O episódio conta ainda com a participação especial do ator Kelsey Grammer, que interpreta a si próprio numa trama de tom burlesco. Grammer junta-se a Jenna Maroney e Kenneth Parcell num esquema para defraudar a cadeia americana de gelados Carvel. Usando um cartão preto da Carvel, um cartão vitalício de gelados grátis inspirado em promoções reais oferecidas pela empresa a celebridades, a tripla procura obter lucro armando um esquema à empresa. A trama satiriza um incidente real envolvendo Dina Lohan, mãe da atriz Lindsay Lohan, que foi acusada de usar indevidamente um cartão promocional semelhante da Carvel. Após a exibição do episódio, a própria empresa reagiu positivamente à referência, agradecendo a menção na série e considerando o enredo divertido, apesar de ser alvo da piada. Jen Ponton desempenhou uma funcionária da Carvel que foi despedida no rescaldo do golpe financeiro da tripla. Ponton descreveu a experiência de participação na série como extremamente positiva, exaltando a cordialidade e profissionalismo da equipa de produção. A atriz revelou que fez a audição em Setembro e recebeu a confirmação poucos dias depois.

## Enredo
Liz Lemon (Tina Fey) recebe boleia de Jack Donaghy (Alec Baldwin) até ao Aeroporto Internacional de Newark, onde planeia encontrar-se com o seu namorado Carol Burnett. Durante a viagem, Liz revela que está a ter dificuldades de intimidade com Carol e pensa em terminar o relacionamento. Jack, que está numa fase na qual se sente particularmente eficaz na resolução de problemas, encoraja Liz a desabafar para que possa ajudá-la. Ela então conta um episódio traumático da infância: certa vez, enquanto se preparava para usar a casa de banho de patins, caiu ao baixar as cuecas, puxando com ela um póster de Tom Jones. A mãe de Liz encontrou-a caída e contorcendo-se, parcialmente despida, debaixo do póster, e assumiu que a filha estava a masturbar-se, decidindo então retirar todos os pósteres do quarto dela como punição. Esse incidente gerou um bloqueio emocional em Liz, que se prolongou até à idade adulta, afetando a sua vida sexual e os seus relacionamentos. Quando o trânsito impede o avanço da limusina na qual eles estão, Jack sai do carro para processar a história, e acaba por testemunhar um outro problema que causa o engarrafamento no qual se encontra. Nas imediações, Tracy Jordan (Tracy Morgan) tenta gravar um anúncio para os Boys & Girls Clubs of America, mas a sua dificuldade em decorar uma única frase atrasa a produção e causa o engarrafamento, uma vez que a filmagem bloqueia uma rua. Jack intervém para resolver a situação: dá a Tracy alguns rebuçados para que este fique ocupado a mastigar e, aproveitando-se disso, imita a voz do ator e grava a linha necessária em seu lugar, resolvendo o impasse de forma rápida e eficaz. De volta à viagem de Liz e Jack, após refletirem sobre os problemas passados de Liz, os dois percebem que todas as suas dificuldades de intimidade estão ligadas ao trauma com o poster de Tom Jones. O reconhecimento dessa raiz emocional ajuda Liz a compreender melhor os seus bloqueios, levando Jack a convencê-la a não terminar com Carol. No entanto, ao chegarem finalmente ao aeroporto, Liz dá-se conta de que o encontro com Carol estava, na verdade, marcado para o Aeroporto Internacional John F. Kennedy, do outro lado da cidade.
Enquanto isso, Jenna Maroney (Jane Krakowski) recebe um cartão vitalício da Carvel, que lhe dá direito a bolos de gelado gratuitos para o resto da vida. Contudo, ao encomendar o primeiro bolo, o nome no topo vem escrito como "Jenny" ao invés de "Jenna", o que leva o estagiário Kenneth Parcell (Jack McBrayer) a devolver o produto. Como a loja concede um reembolso, mesmo sendo o bolo gratuito, Jenna vê ali uma oportunidade de lucro. Com a ajuda de Kenneth, começa a encomendar vários bolos com nomes errados e a obter reembolsos por todos eles. Eventualmente, é banida da Carvel, mas decide escalar a fraude. Para isso, recruta o ator Kelsey Grammer para participar do esquema. O grupo escreve uma esquete falsa para o TGS with Tracy Jordan, em nome de Liz, que exige a utilização de dezenas de bolos de gelado. Kelsey faz os pedidos e recebe os reembolsos, conseguindo arrecadar quase USD 800 ao enganar simultaneamente a Carvel e o departamento de produção da NBC. No entanto, quando Kenneth descobre que uma funcionária da Carvel (Jen Ponton) foi despedida como consequência direta da burla, sente-se culpado e decide afastar-se da fraude.

## Referências culturais

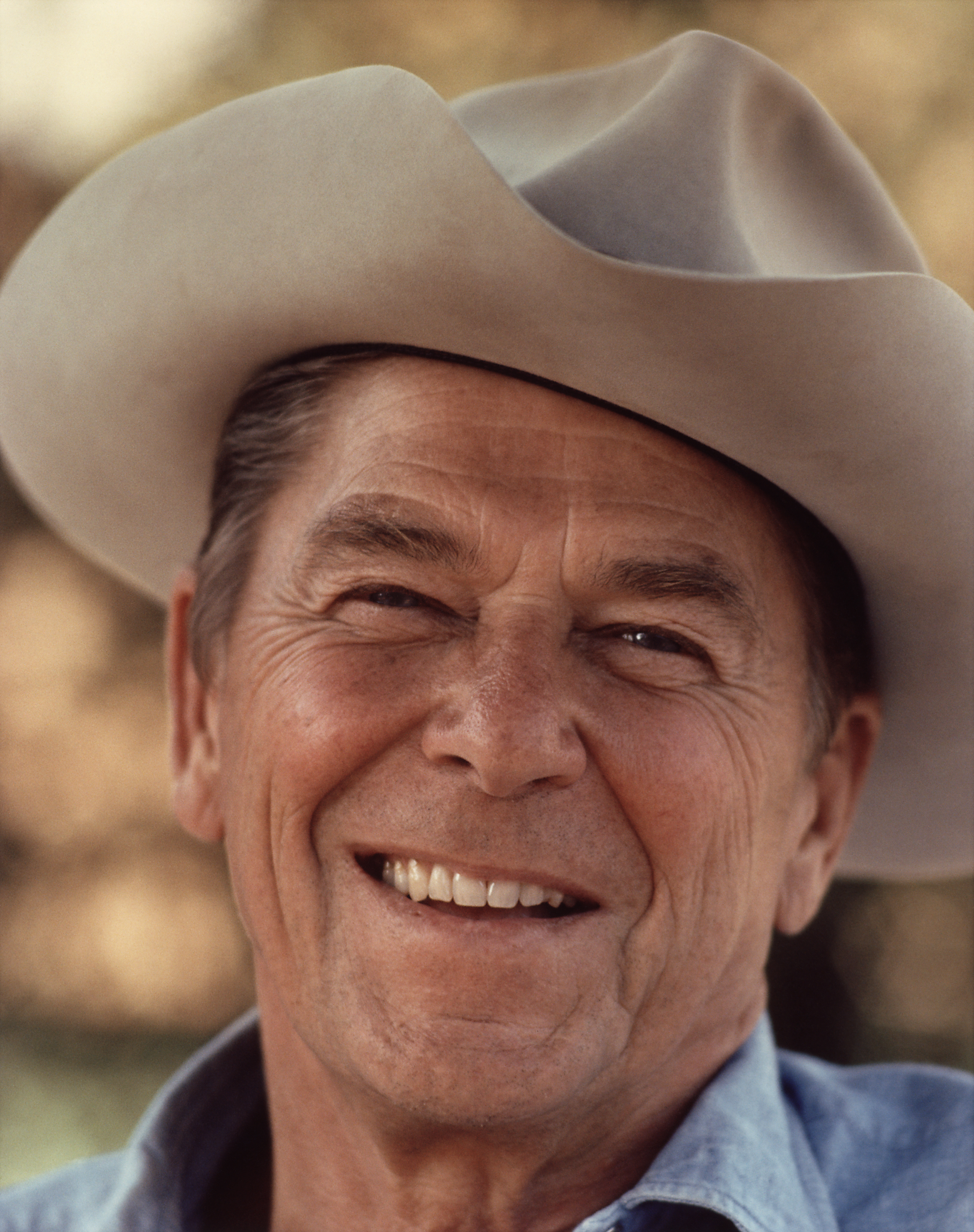
O título do episódio é uma homenagem a Ronald Reagan.